# Dessa
Margret Wander (Minneapolis, Minnesota; 23 de mayo de 1981), más conocida como Dessa, es una cantante y productora discográfica estadounidense, miembro del grupo de hip hop Doomtree.

## Carrera
Desde 2005, Dessa ha aparecido en numerosos álbumes de Doomtree, así como en álbumes solistas de otros de sus músicos. Ella es también la CEO de la agrupación. El primer EP en solitario de Dessa, False Hopes, fue lanzado en 2005. A pesar de tener solo quince minutos de duración, fue catalogado como uno de los mejores álbumes locales del año por Minneapolis Star Tribune.
El primer álbum en solitario de Dessa, A Badly Broken Code, se lanzó el 19 de enero de 2010. Los sencillos de este álbum son "Dixon's Girl" y "The Chaconne". El álbum presenta la producción de Paper Tiger, MK Larada, Lazerbeak, Cecil Otter y Big Jess. MK Larada también diseñó la carátula del álbum. En 2011, Dessa lanzó Castor, the Twin, un álbum de remixes que presentaba nuevos arreglos de canciones lanzadas en proyectos anteriores, principalmente de A Badly Broken Code. La producción original en las pistas remezcladas fue reemplazada con instrumentación en vivo.
En 2013, Dessa lanzó Parts of Speech. Los sencillos de este álbum son "Warsaw" y "Call Off Your Ghost".

## Discografía

### Estudio
- A Badly Broken Code (2010)
- Castor, the Twin (2011)
- Parts of Speech (2013)
- Chime (2018)

### EP
- False Hopes (2005)
- Parts of Speech, Re-Edited (2014)